# Герранс, Саймон
Саймон Герранс (англ. Simon Gerrans; род. 16 мая 1980, Мельбурн) — австралийский профессиональный шоссейный велогонщик. Победитель этапов всех гранд-туров, в том числе и на юбилейном 100-м Тур де Франс. Двукратный чемпион Австралии в групповой гонке (2012, 2014).
Занялся велоспортом под влиянием соседа, победителя двух этапов и молодёжной классификации Тур де Франс Фила Андерсона.

## Достижения
2001
5-й Мельбурн — Сорренто
2002
1-й  Чемпионат Австралии U23 в групповой гонке
3-й Тур Тасмании
1-й Этап 3
1-й Этап 2 Гран-при Вильгельма Телля
2003
1-й Мельбурн — Варрнамбул Классик
4-й Хералд Сан Тур
2004
8-й Хералд Сан Тур
1-й Этап 9
2-й Гран-при Рингерике
2005
1-й  Хералд Сан Тур
1-й Этап 3
1-й Гран-при Карнаго
1-й Тур Финистера
4-й Круг Арденн
6-й Гран-при Прато
7-й Тур Даун Андер
8-й Брабантсе Пейл
2006
1-й  Тур Даун Андер
1-й Этап 1
1-й  Хералд Сан Тур
6-й Гран-при Триберг-им-Шварцвальда
2007
1-й Гран-при Плюмелека-Морбиана
2-й Тур дю От-Вар
5-й Гран-при Фурми
9-й Петли Ольна
2008
1-й Этап 15 Тур де Франс
Критериум Интернасиональ
1-й  Горная классификация
1-й Этап 2
Рут дю Сюд
1-й  Очковая классификация
1-й Этап 1
2009
1-й Гран-при Плуэ
1-й Этап 14 Джиро д'Италия
1-й Этап 10 Вуэльта Испании
3-й Гран-при Лугано
6-й Льеж — Бастонь — Льеж
7-й Амстел Голд Рейс
8-й Флеш Валонь
10-й Чемпионат мира в групповой гонке
2011
1-й  Тур Дании
2-й Гран-при Плуэ
3-й  Чемпионат Австралии в групповой гонке
3-й Амстел Голд Рейс
5-й Кубок Сабатини
10-й Вольта Алгарви
2012
1-й  Чемпионат Австралии в групповой гонке
1-й  Тур Даун Андер
1-й Милан — Сан-Ремо
1-й Гран-при Квебека
2-й Классика Сан-Себастьяна
4-й Гран-при Монреаля
2013
1-й Этапы 3 & 4 (КГ) Тур де Франс
1-й Этап 5 Тур Даун Андер
1-й Этап 6 Вуэльта Каталонии
1-й Этап 1 Тур Страны Басков
3-й Амстел Голд Рейс
10-й Льеж — Бастонь — Льеж
2014
1-й  Чемпионат Австралии в групповой гонке
1-й  Тур Даун Андер
1-й  Очковая классификация
1-й Этап 1
1-й Льеж — Бастонь — Льеж
1-й Гран-при Квебека
1-й Гран-при Монреаля
2-й  Чемпионат мира в групповой гонке
3-й Мировой тур UCI
3-й Амстел Голд Рейс
3-й Ваттенфаль Классик
7-й Хералд Сан Тур
2015
1-й Этап 1 (КГ) Джиро д’Италия
6-й Чемпионат мира в групповой гонке
2016
1-й  Тур Даун Андер
1-й  Очковая классификация
1-й Этапы 3 & 4
5-й Кэдел Эванс Грейт Оушен Роуд
2017
2-й  Чемпионат Австралии в групповой гонке
2-й Тур Норвегии
2-й Кэдел Эванс Грейт Оушен Роуд
2018
1-й Этап 3 (КГ) Тур де Франс
1-й Этап 1 (КГ) Тур Швейцарии
5-й Кэдел Эванс Грейт Оушен Роуд

## Статистика выступлений

### Чемпионаты (групповая гонка)
| Год                  | 2004 | 2005           | 2006           | 2007           | 2008 | 2009           | 2010           | 2011           | 2012 | 2013           | 2014           | 2015           | 2016 | 2017           | 2018           |
| -------------------- | ---- | -------------- | -------------- | -------------- | ---- | -------------- | -------------- | -------------- | ---- | -------------- | -------------- | -------------- | ---- | -------------- | -------------- |
| Олимпийcкие игры     | —    | не проводились | не проводились | не проводились | 36   | не проводились | не проводились | не проводились | 83   | не проводились | не проводились | не проводились | —    | не проводились | не проводились |
| Чемпионаты мира      | НФ   | 87             | 89             | 66             | НФ   | 10             | НФ             | 79             | 21   | —              | 2              | 6              | —    | —              | —              |
| Чемпионаты Австралии | —    | 8              | —              | —              | 5    | —              | —              | 3              | 1    | 9              | 1              | —              | 6    | 2              | НФ             |

### Гранд-туры
| Гонка           | 2005 | 2006 | 2007 | 2008 | 2009 | 2010 | 2011 | 2012 | 2013 | 2014 | 2015 | 2016 | 2017 | 2018 |
| --------------- | ---- | ---- | ---- | ---- | ---- | ---- | ---- | ---- | ---- | ---- | ---- | ---- | ---- | ---- |
| Джиро д'Италия  | —    | —    | —    | —    | —    | —    | —    | —    | 39   | —    | НФ   | —    | —    | —    |
| Тур де Франс    | 126  | 76   | 93   | 78   | —    | НФ   | 94   | 79   | 80   | НФ   | НФ   | НФ   | —    | 107  |
| Вуэльта Испании | —    | —    | —    | —    | НФ   | НФ   | —    | —    | НФ   | —    | 114  | 86   | —    | —    |

### Однодневки
| Монументальные          | 2005           | 2006           | 2007           | 2008           | 2009           | 2010          | 2011          | 2012          | 2013          | 2014          | 2015          | 2016          | 2017          | 2018          |
| Милан — Сан-Ремо        | —              | —              | —              | 147            | —              | —             | —             | 1             | 68            | —             | —             | —             | 36            | —             |
| Тур Фландрии            | 92             | —              | —              | —              | —              | —             | —             | —             | —             | —             | —             | —             | —             | —             |
| Париж — Рубе            | не участвовал  | не участвовал  | не участвовал  | не участвовал  | не участвовал  | не участвовал | не участвовал | не участвовал | не участвовал | не участвовал | не участвовал | не участвовал | не участвовал | не участвовал |
| Льеж — Бастонь — Льеж   | НФ             | —              | НФ             | 54             | 6              | 11            | 12            | 19            | 10            | 1             | НФ            | 33            | 139           | 77            |
| Джиро ди Ломбардия      | —              | —              | —              | —              | НФ             | —             | —             | НФ            | —             | —             | НФ            | —             | —             | НФ            |
| Классические            | 2005           | 2006           | 2007           | 2008           | 2009           | 2010          | 2011          | 2012          | 2013          | 2014          | 2015          | 2016          | 2017          | 2018          |
| Амстел Голд Рейс        | —              | —              | 37             | 12             | 7              | 63            | 3             | 20            | 3             | 3             | 70            | 11            | НФ            | 79            |
| Флеш Валонь             | 66             | —              | 74             | —              | 8              | 54            | 21            | —             | —             | —             | —             | —             | —             | 86            |
| Классика Сан-Себастьяна | —              | 53             | 93             | —              | —              | —             | 10            | 2             | 34            | —             | —             | —             | 75            | НФ            |
| Бретань Классик         | 52             | 18             | 62             | —              | 1              | 101           | 2             | 12            | —             | 51            | —             | —             | 95            | 47            |
| Гран-при Квебека        | не проводилась | не проводилась | не проводилась | не проводилась | не проводилась | —             | 32            | 1             | —             | 1             | —             | —             | 58            | 90            |
| Гран-при Монреаля       | не проводилась | не проводилась | не проводилась | не проводилась | не проводилась | —             | 71            | 4             | —             | 1             | —             | —             | 66            | 92            |

| —  | Не участвовал  |
| НФ | Не финишировал |
| НП | Не проводилась |

## Рейтинги
| Год                   | 2009  | 2010 | 2011 | 2012 | 2013 | 2014 | 2015  | 2016 | 2017  | 2018   |
| --------------------- | ----- | ---- | ---- | ---- | ---- | ---- | ----- | ---- | ----- | ------ |
| Мировой календарь UCI | 25-й  | -    |      |      |      |      |       |      |       |        |
| Мировой тур UCI       |       |      | 38-й | 6-й  | 55-й | 3-й  | 161-й | 39-й | 113-й | 152-й  |
| Мировой рейтинг UCI   |       |      |      |      |      |      |       | 65-й | 131-й | 468-й  |
| Европейский тур UCI   | 107-й |      |      |      |      |      |       | -    | 242-й | 1505-й |
| Океанский тур UCI     | -     |      |      |      |      |      |       | 12-й | 19-й  | -      |
|                       |       |      |      |      |      |      |       |      |       |        |
| Источник: UCI         |       |      |      |      |      |      |       |      |       |        |